# Parkville (Missouri)
Parkville – miasto w Stanach Zjednoczonych, w stanie Missouri, w hrabstwie Platte.